# Matilde (Alfredo Chaves)
Matilde é um distrito do município brasileiro de Alfredo Chaves, no interior do estado do Espírito Santo. Segundo o censo demográfico de 2022, realizado pelo Instituto Brasileiro de Geografia e Estatística (IBGE), sua população era de 1 047 habitantes e havia 363 domicílios particulares permanentes ocupados.

## História
O distrito surgiu com a inauguração da Estação Ferroviária de Matilde em 15 de março de 1902, e sua existência consta em divisão administrativa datada de 1911.

## Geografia
De acordo com o Instituto Brasileiro de Geografia e Estatística (IBGE), sua população no ano de 2010 era de 1 358 habitantes, sendo 727 homens e 631 mulheres, possuindo um total de 717 domicílios particulares. É um dos cartões postais do município, atraindo muitos turistas durante as férias e finais de semana.

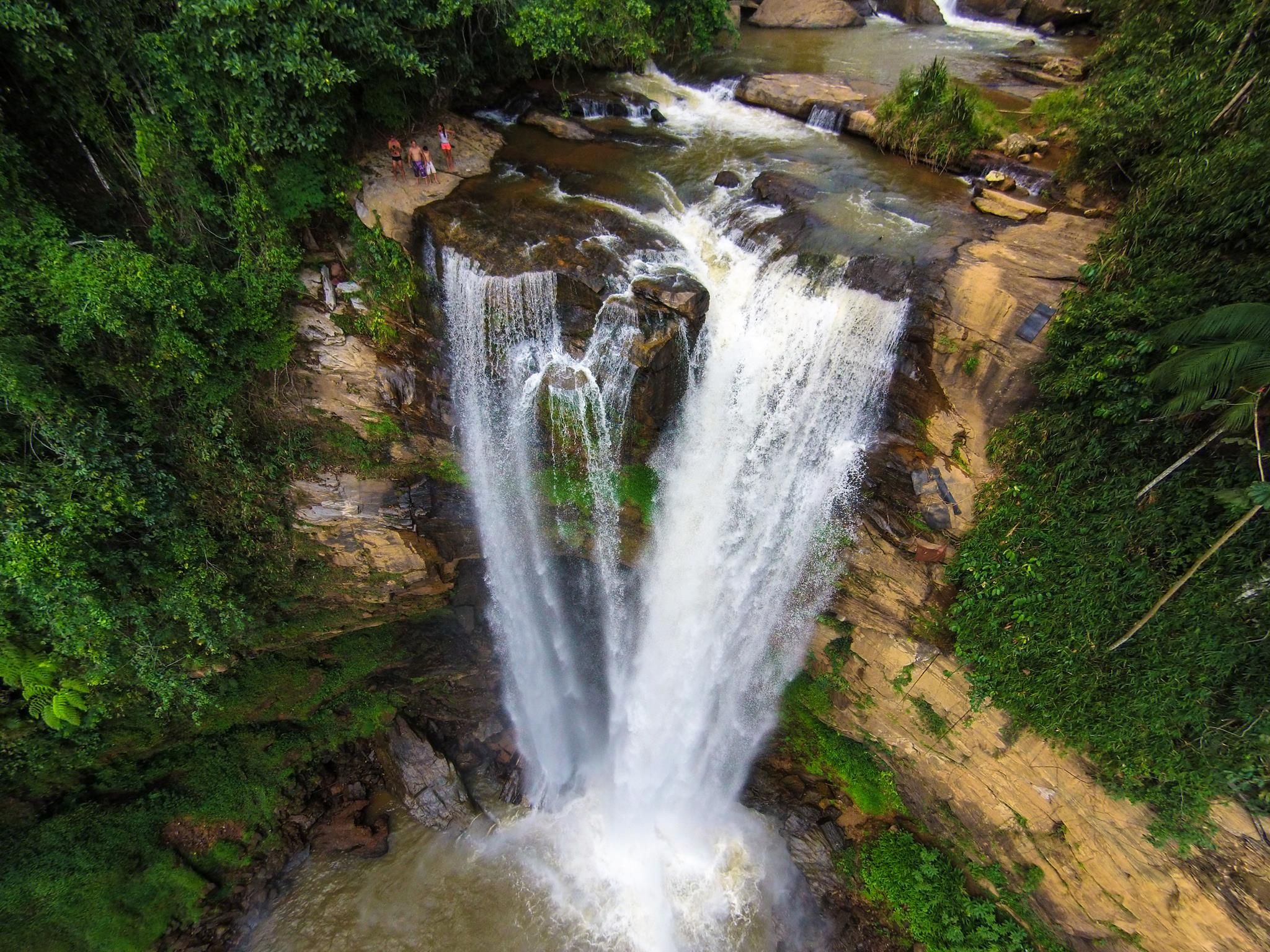
Cachoeira de Matilde
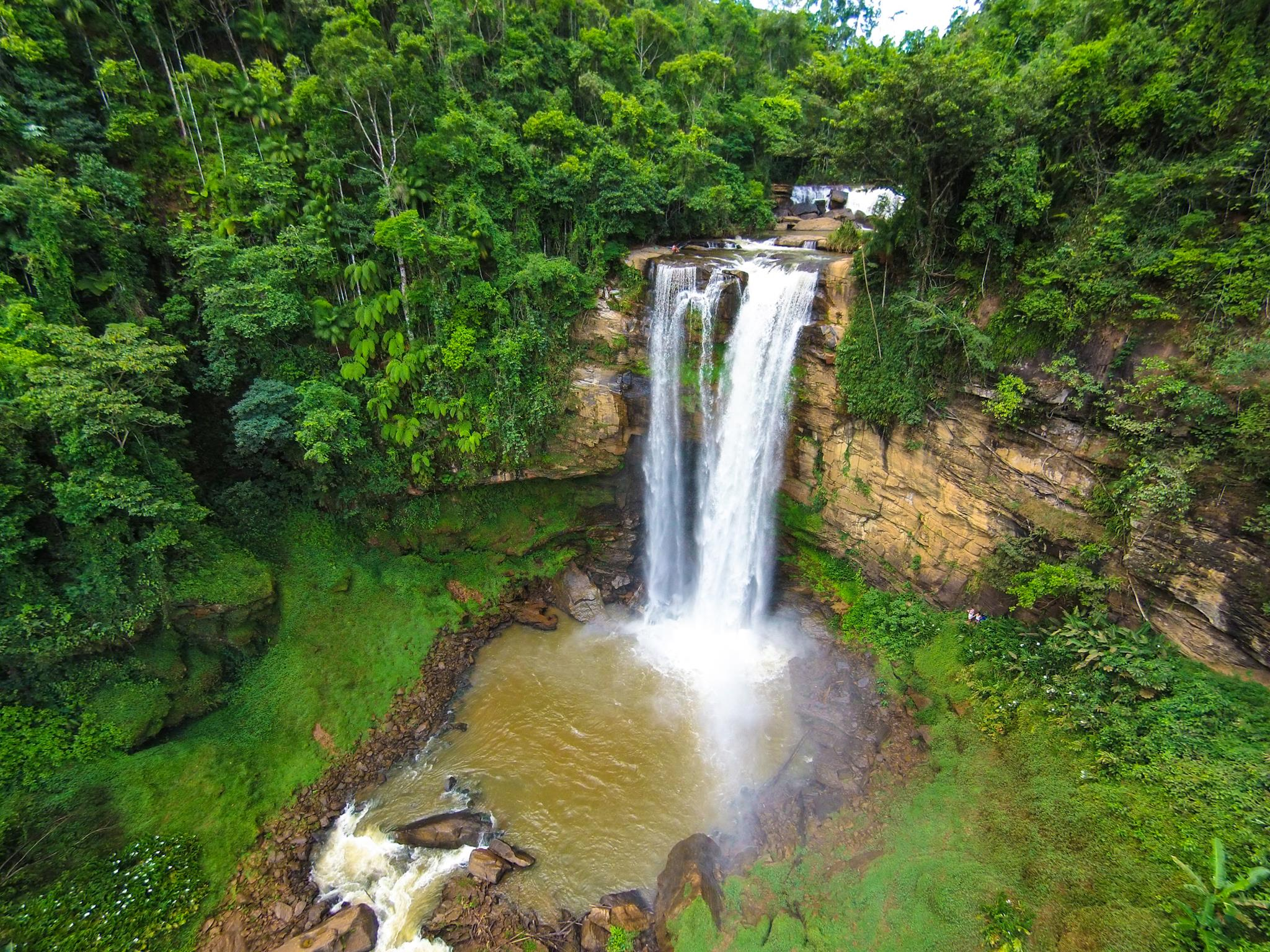
Cachoeira de Matilde